# Jošitomi Šibata
Jošitomi Šibata (japonsky 柴田 善臣 Shibata Yoshitomi; * 30. červenec 1966 Aomori, Japonsko) je japonský žokej jezdící rovinové dostihy.
Jezdí převážně pro stáj Joši-Takahaši.

## Vítězství ve velkých dostizích
Japonsko
- Tenno Sho – (2) – Yamanin Zephyr (1993), Offside Trap (1998)
- Takarazuka Kinen – (1) – Nkayama Festa(2010)
- Yasuda Kinen – (1) – Yamanin Zephyr (1993)
- Takamatsunomiya Kinen – (2) – King Halo (2000), Oreha Matteruze (2006)
- NHK Mile Cup – (1) – Taiki Fortune (1996)
- Japan Dirt Derby – (1) – Cafe Olympus (2004)
- Kantou Oaks – (2) – Preeminence (2000), Mining Lady (2001)
- Lord Derby Challenge Trophy – (2) – Yamano Tampopo (1990), Daiwa Major (2005)
- Meguro Kinen – (4) – Yusenshoh (1996), Hot Secret (2001), Toshi The V (2003), Chakra (2004)